# Миљешковић
Миљешковић је српско презиме. Слична презимена су Мишковић, Нешковић, Миљанић, Миљешић, Миљић и сл. Презиме је ретко.

## Порекло
Миљешковићи по књизи Кртољске приче су пореклом из насеља у залив Траште у који спадају и Кртоле. Припадају аутохтоном становништву приморских Срба из доба Немањићке Зете и Рашке, славе Ивањдан а прислужују Спасовдан. Имају истог претка са презименима Микијељ и Микијељевић који такође живе близу њих.

## Личности са презименомМиљешковић
- Марко Миљешковић: 16.век, бродовласник који је поседовао право на поморску трговину у далматинску обалу од Дубровника до Ријеке, са робама из латинске Америке, за шта је плаћао део зараде Шпанском краљу све док Млетачка република није преузела далмацију од Шпаније.[3]
- Вуко Миљешковић: 17.век, историјска личност, познат због суђења на суду млетачке републике јер је био оптужен за рањавање хајдука из Његуша из кнежевске породице, Драгојла Николића и млетачке плаћеничке јединице Морлаке код Дубровника [4].